# Sulfametizolo
 Sulfametizolo  è un principio attivo della classe dei sulfamidici scoperto nel 1937. Il farmaco non è commercializzato in Italia.

## Meccanismo d'azione
Il sulfametizolo agisce inibento competitivamente l'Acido para-aminobenzoico PABA indispensabile per la biosintesi dei folati, si comporta come un antimetabolita.

## Indicazioni
Il sulfametizolo è un sulfamidico ad emivita breve ed eliminazione rapida (3-4 ore); indicato per alcune infezioni urinarie, il pus lo inattiva.

## Controindicazioni
Controindicata in caso di gravidanza (nell'ultimo trimestre), ipersensibilità nota al farmaco.

## Dosaggi
- adulti: 1-4 g al giorno in 4 somministrazioni
- bambini: 30-45 mg/kg/die in 4 somministrazioni

## Effetti indesiderati
Alcuni degli effetti indesiderati sono vomito, esantema, febbre, nausea, diarrea; possibile la cristalluria.